# Protopannaria
Protopannaria — рід лишайників родини Pannariaceae. Назва вперше опублікована 2000 року.

## Галерея

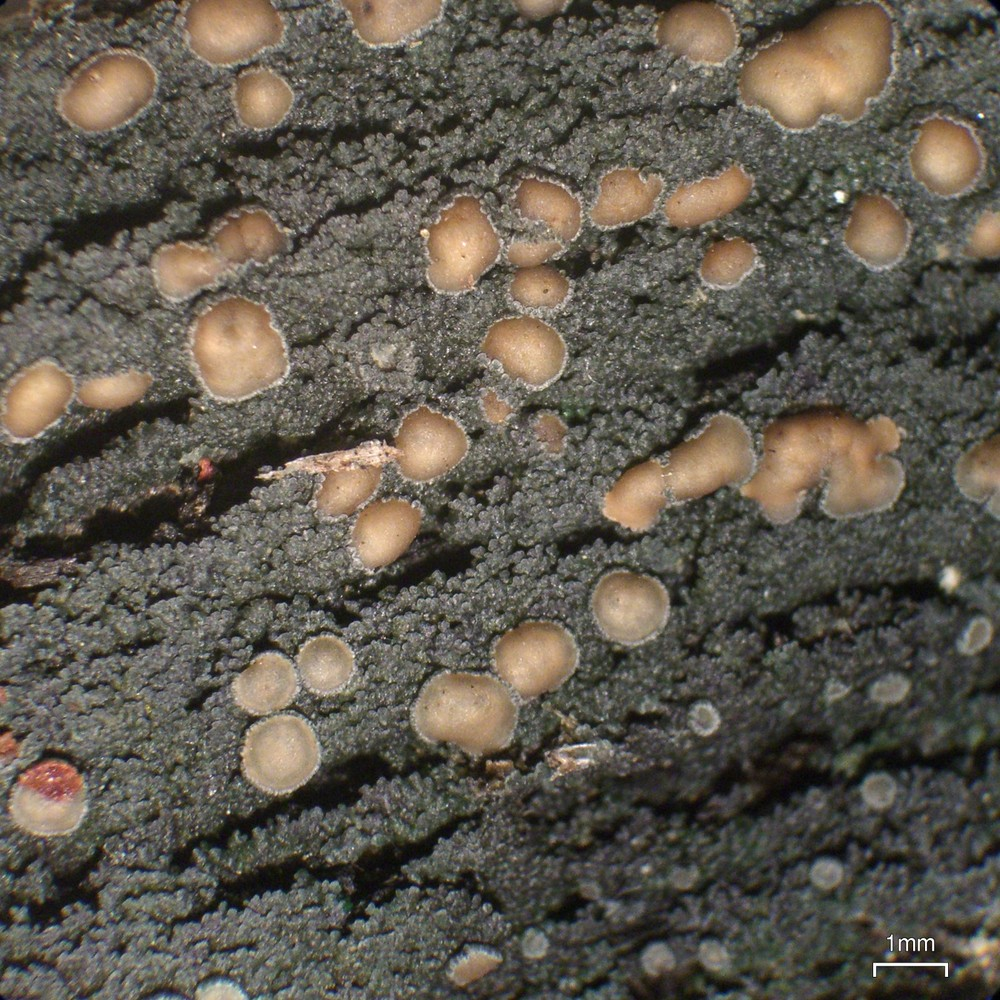
Protopannaria pezizoides
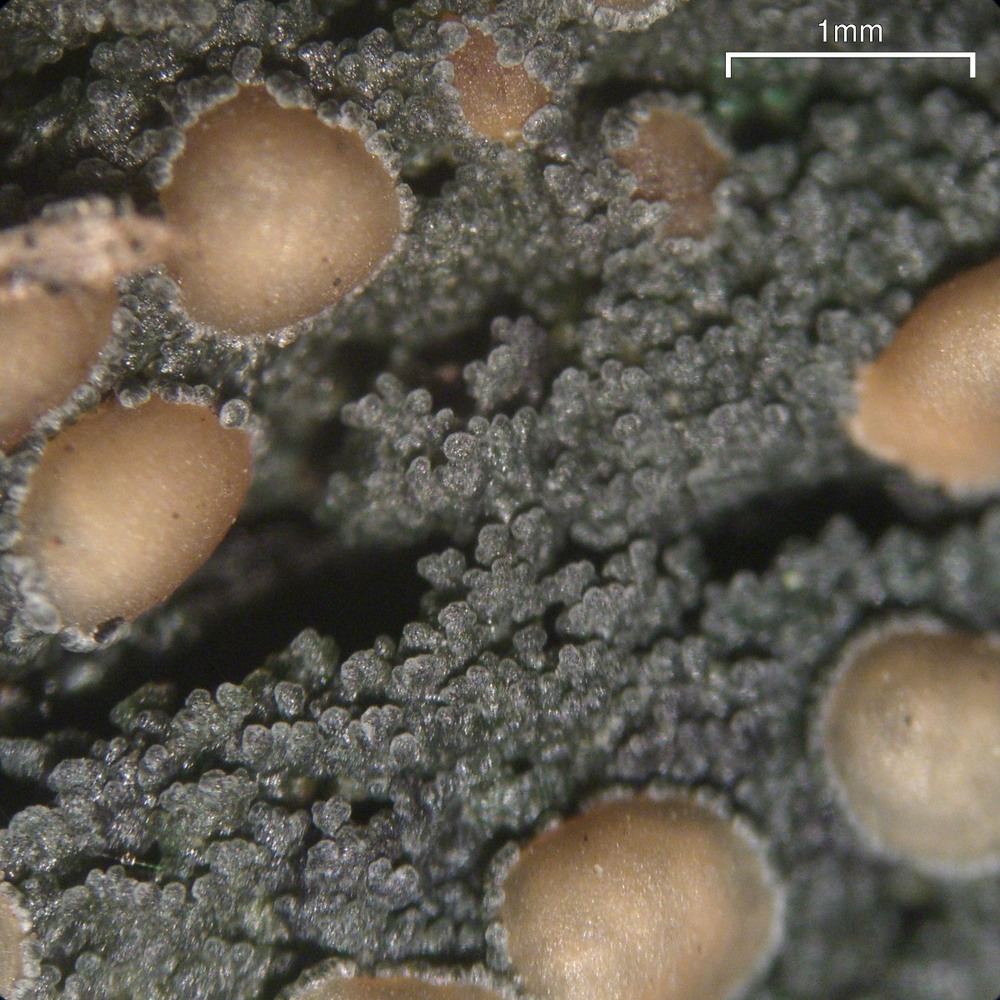
Protopannaria pezizoides
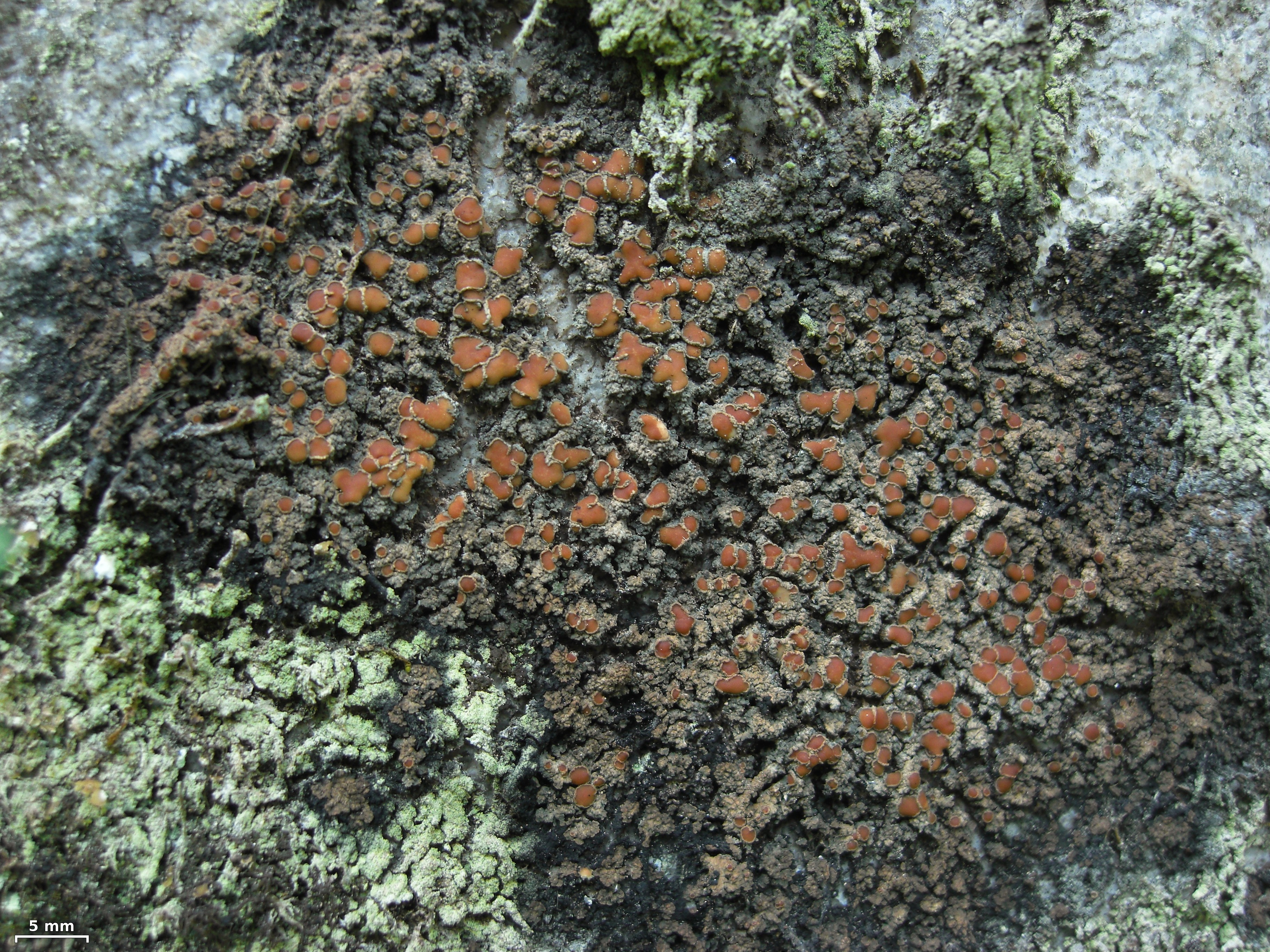
Protopannaria pezizoides